# Народная республика

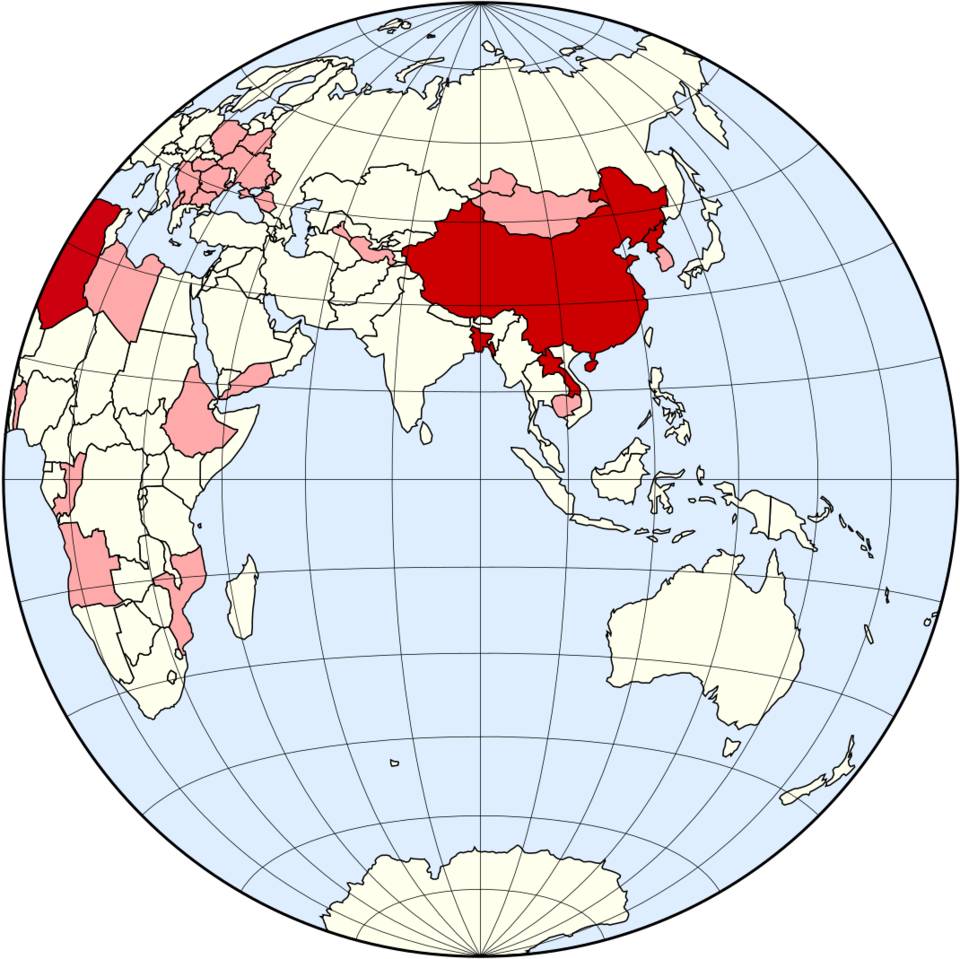
Карта государств, использующих название «народная республика»:
Современные народные республики
Бывшие народные республики

Народная (народно-демократическая) республика — официальное название, обычно используемое некоторыми нынешними или бывшими коммунистическими или социалистическими государствами. В основном народными республиками назывались советские республики, социалистические государства народной демократии, суверенные государства с демократически-республиканской конституцией, обычно упоминающей социализм, а также с некоторыми странами, которые не вписываются ни в одну из этих категорий.
Ряд недолговечных социалистических государств, образовавшихся во время Первой мировой войны и сразу после неё, называли себя народными республиками. Многие из них возникли на территории бывшей Российской империи, которая рухнула после революции 1917 года. Десятилетия спустя, после победы Антигитлеровской коалиции во Второй мировой войне, название «народная республика» было принято некоторыми из новых государств, созданных марксистско-ленинскими партиями, в основном вошедшими в Восточный блок во главе с Советским Союзом.
Термин «народная республика» ассоциируется с социалистическими государствами, а также с коммунистическими странами, придерживающимися марксизма-ленинизма, хотя его использование не является уникальным для таких государств. Ряд республик с либерально-демократическими политическими системами, такие как Алжир и Бангладеш, приняли это название, учитывая его довольно общий характер, после войн за независимость. Тем не менее, в таких странах социализм обычно упоминается в конституциях.

## Народные республики как коммунистические страны
Народная республика или народно-демократическая — официальное название, обычно используемое некоторыми нынешними или бывшими коммунистическими или социалистическими государствами. В основном народными республиками назывались советские республики, социалистические государства народной демократии, суверенные государства с демократически-республиканской конституцией, обычно упоминающей социализм, а также с некоторыми странами, которые не вписываются ни в одну из этих категорий.
Ряд недолговечных социалистических государств, образовавшихся во время Первой мировой войны и сразу после неё, называли себя народными республиками. Многие из них возникли на территории бывшей Российской империи, которая рухнула после революции 1917 года. Десятилетия спустя, после победы Антигитлеровской коалиции во Второй мировой войне, название «народная республика» было принято некоторыми из новых государств, созданных марксистско-ленинскими партиями, в основном вошедшими в Восточный блок во главе с Советским Союзом.
Термин «народная республика» ассоциируется с социалистическими государствами, а также с коммунистическими странами, придерживающимися марксизма-ленинизма, хотя его использование не является уникальным для таких государств. Ряд республик с либерально-демократическими политическими системами, такие как Алжир и Бангладеш, приняли это название, учитывая его довольно общий характер, после войн за независимость. Тем не менее, в таких странах социализм обычно упоминается в конституциях.

## Марксистско-ленинские народные республики
Первые народные республики возникли после русской революции. Украина была ненадолго объявлена народной республикой в 1917 году. Хивинское ханство и Бухарский эмират, вассалы низложенного российского императора, были провозглашены народными республиками в 1920 году. В 1921 году российский протекторат Урянхайский край (ныне Тува) стал народной республикой, а в 1924 народная республика была установлена в Монголии. После Второй мировой войны распространение марксистско-ленинских идей привело к появлению «народной демократии» — концепции, которая потенциально открывала путь к социализму через многоклассовую и многопартийную демократию. Страны, достигшие этой промежуточной стадии, назывались народными республиками. В Европе народными республиками стали Албания, Болгария, Чехословакия , Венгрия, Польша, Румыния и Югославия. В Азии Китай стал народной республикой после китайской коммунистической революции, народно-демократической республикой стала Северная Корея.
Многие из этих стран также называли себя в своих конституциях социалистическими государствами. В течение 1960-х годов Румыния и Югославия заменили в своём официальном названии термин «народный» на термином «социалистический» в знак своего постоянного политического развития. В этот период Чехословакия, которая в 1948 году стала народной республикой, но не использовала этот термин, добавила к своему названию термин «социалистический». Албания с 1976 года стала называться «народная социалистическая республика». На Западе эти страны часто называют коммунистическими государствами. Однако никто из них так себя не описывал, поскольку коммунизм считался уровнем политического развития, которого они пока что не достигли. Коммунистически и социалистически ориентированные страны называли себя национально-демократические, народно-демократические, социалистические и рабоче-крестьянские государства. Коммунистические партии в этих странах часто управляли в коалициях с другими прогрессивными партиями.
В постколониальный период ряд бывших европейских колоний в Африке и Азии, добившихся независимости и выбравших марксистско-ленинскую ориентацию, стали называться народными или народно-демократическими республиками: Ангола, Бенин, Конго-Браззавиль, Эфиопия, Камбоджа, Лаос, Мозамбик и Южный Йемен. После революций 1989 года народные республики Центральной Европы (Албания, Болгария, Венгрия и Польша), а также Монголия отказались от термина «народный» в своих названиях, поскольку он ассоциировался с их бывшими коммунистическими правительствами, и стали просто республиками, приняв либеральную демократию в качестве системы правления. Примерно в то же время большинство бывших европейских колоний, взявших название народной республики, начали заменять его в рамках своего перехода от марксизма-ленинизма к демократическому социализму или социал-демократии.

## Немарксистско-ленинские народные республики
Распад европейских империй во время и после Первой мировой войны привёл к созданию ряда недолговечных немарксистско-ленинских народных республик периода революций 1917—1923 годов. Во многих случаях эти республики не получили международного признания и часто враждовали с большевиками.
Несколько немарксистско-ленинских народных республик было создано на территории распадающейся Российской империи после Октябрьской переворота. Крымская народная республика, провозглашённая в ноябре 1917 года крымскотатарскими организациями при поддержке части украинского населения полуострова, выступила против большевиков и потерпела поражение, что уже в марте 1918 года привело к созданию ССР Тавриды. В январе 1918 года антибольшевистско настроенные казаки создали Кубанскую народную республику, которая просуществовала до тех пор, пока Красная Армия не присоединила её к РСФСР. На Украине было создано две народные республики, эсеровская Украинская Народная Республика и большевистская Украинская народная республика Советов. Война между этими республиками закончилась победой Советов. В марте 1918 года небольшевистская Великая белорусская рада провозгласила на белорусских землях, контролируемых Германской имперской армией, независимую от России Белорусскую Народную Республику, но после ухода немецкой армии территории на которые претендовала БНР были разделены между БССР и Польской республикой.
Распад Австро-Венгерской империи также привёл к созданию народных республик. В Галиции была образована Западно-Украинская Народная Республика, но после поражения в украинско-польской войне она была присоединена к Польской Республике. На территории Королевства Венгрия была создана Венгерская Народная Республика, которую ненадолго заменила Венгерская советская республика, а в конечном итоге её сменило Венгерское королевство.
В Германии Ноябрьская революция 1918 года привела к провозглашению Народного государства Бавария, недолговечного социалистического государства, которое соперничало за власть с коммунистической Баварской советской республики. На смену ему пришло Свободное государство Бавария, существовавшее в составе Веймарской республики.
В 1960-х и 1970-х годах в Африке и Азии создавались народные или народно-демократические республики. Одни из них, например, Алжир и Бангладеш, обрели независимость, другие, как Занзибар и Ливия провозгласили себя республиками после свержения монархии.
В 2014 году пророссийские сепаратисты на Юго-востоке Украины провозгласили Донецкую и Луганскую народные республики, которые не получили дипломатического признания со стороны международного сообщества.

## Другие варианты
«Народная Республика Южный Йоркшир» (англ. People's Republic of South Yorkshire) или «Социалистическая Республика Южный Йоркшир» (Socialist Republic of South Yorkshire) — так в 1980-х годах недоброжелатели называли Южный Йоркшир, в то время возглавляемый левыми, особенно при муниципально-социалистической администрации городского совета Шеффилда во главе с Дэвидом Бланкеттом. Левые администрации Южного Йоркшира проводили социальную политику, радикально отличающуюся от политики консервативного правительства Маргарет Тэтчер, следуя линии городского совета Ливерпуля, в котором доминировали лейбористы-троцкисты, и Совета Большого Лондона во главе с левым лейбористом Кеном Ливингстоном.